# Кашел (Голуэй)

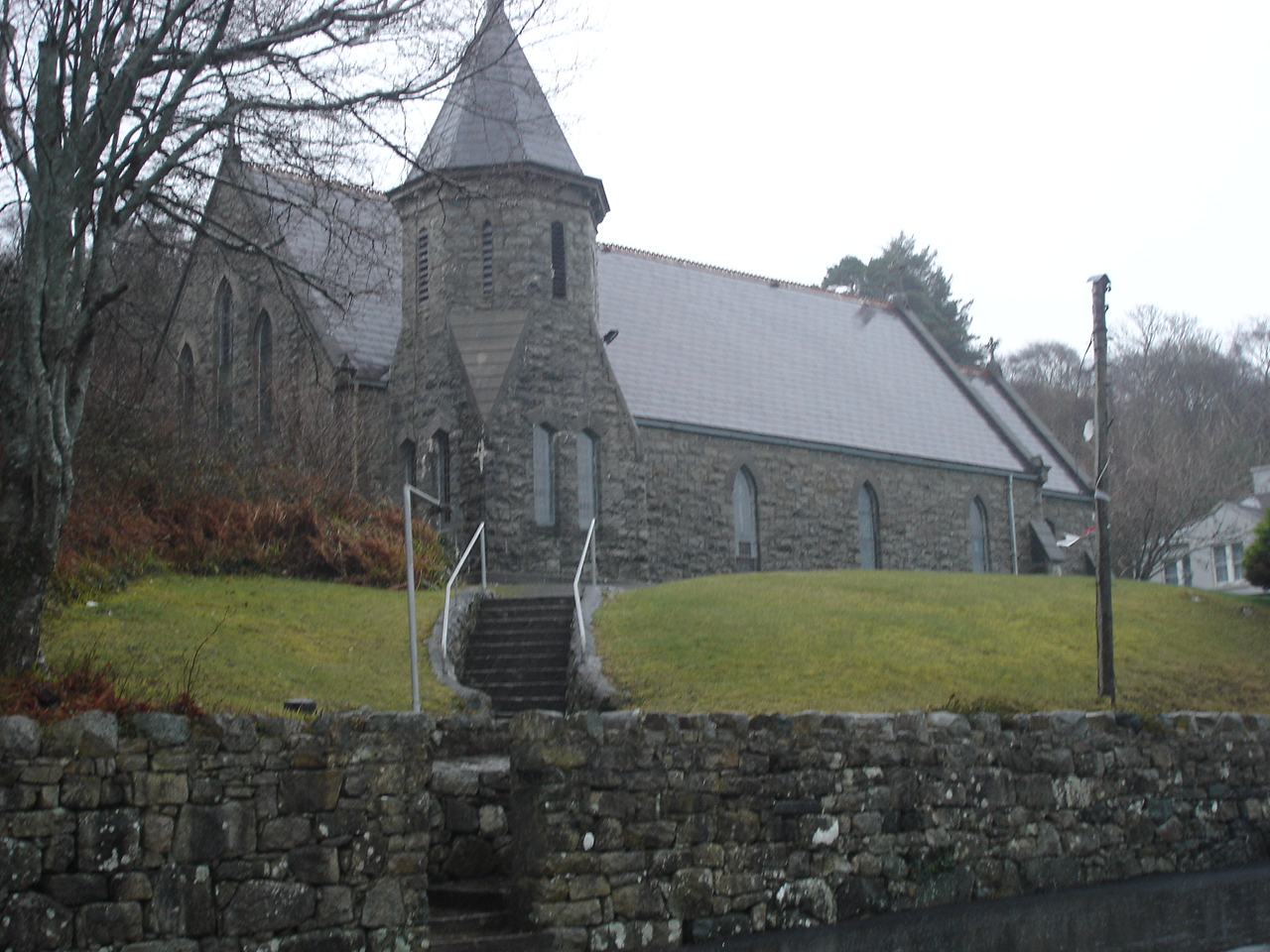
Церковь

Кашел (англ. Cashel; ирл. An Caiseal) — деревня в Ирландии, находится в графстве Голуэй (провинция Коннахт).